# Something (ZYYGの曲)
「Something」（サムシング）はZYYGの8枚目のシングル。

## 楽曲解説
テレビ朝日系『NBA FAST BREAK』オープニングテーマ。カップリング「CRYING MOON」は作曲を担当した後藤康二がソロアルバム「ck510 SOFA Listening」にてセルフカバーしており、加藤直樹もベースとして参加している。

## 収録トラック
1. Something
作詞･作曲:高山征輝 編曲:ZYYG
2. CRYING MOON
作詞:高山征輝 作曲:後藤康二 編曲:ZYYG